# Malte aux Jeux olympiques d'été de 2004
Malte participe aux Jeux olympiques d'été de 2004 à Athènes. Il s'agit de leur 13e participation à des Jeux d'été.
La délégation maltaise, composée de 7 athlètes, termine sans médailles.